# Oude Sint-Jansbegraafplaats (Tartu)
De Oude Sint-Jansbegraafplaats (Estisch: Vana-Jaani kalmistu) bevindt zich in het zuidoostelijke deel van de Raadi-begraafplaats in Tartu, Estland. Op 23 mei 1997 werd het als monument opgenomen in het Rijksregister van Culturele Monumenten.
Na een oekaze van Catharina II van Rusland, die begrafenissen in kerken verbood, werd de begraafplaats in 1773 gesticht onder eigendom van de Sint-Janskerk en formeel geopend op 5 november van dat jaar. Het diende als begraafplaats voor de Duitse en Estse gemeente en de Russische kerk.
De naam ontstond nadat de nabijgelegen Nieuwe Sint-Jansbegraafplaats in april 1890 werd geopend.

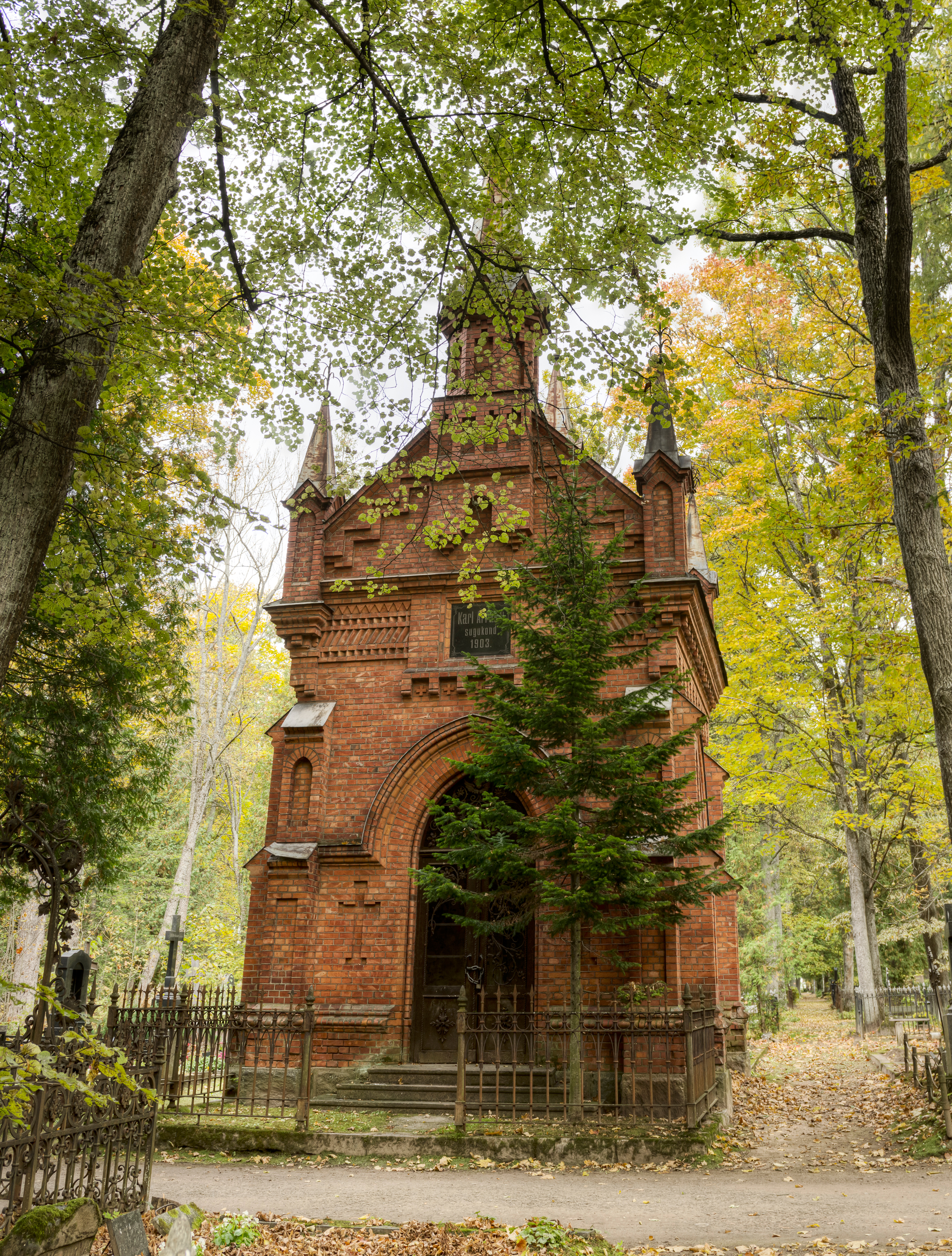
De Akkar-kapel

## Graven van bekende personen
- Otto Wilhelm Masing (1763-1832), Estisch predikant en taalkundige
- Johann Karl Simon Morgenstern (1770-1852), Duits filoloog
- Karl Ernst von Baer (1792-1876), Baltisch-Duits wetenschapper
- Friedrich Reinhold Kreutzwald (1803-1882), Estisch arts, schrijver en dichter
- Betti Alver (1906-1989), Estisch schrijfster
- Paul Ariste (1905-1990), Estisch taalkundige
- Lauri Aus (1970-2003), Estisch wielrenner